# Revue française d'administration publique
 (octobre 2024).
 (juillet 2016).
La Revue française d’administration publique (RFAP) est une revue scientifique trimestrielle spécialisée dans le fonctionnement de l'administration et l’analyse des politiques publiques, en France et dans le monde. Elle repose sur une approche pluridisciplinaire. La RFAP est éditée par l’École nationale d'administration (ENA). 

## Historique
Héritière directe des bulletins de l’Institut international d'administration publique (IIAP), éditée à partir de 1967, la Revue française d’administration publique a été fondée en 1977.
Dès l’origine, la revue est trimestrielle et se propose d’étudier les grands enjeux de l’administration publique. C’est l’IIAP qui a alors la charge de la publication de la revue. À la suite de la fusion de l’IIAP et de l’ENA en 2002, la revue fut éditée par l’ENA.

## Positionnement éditorial
La pluridisciplinarité est un aspect essentiel de la revue. Les sujets y sont traités sous les angles juridiques, politiques, sociologiques, historiques, économiques et de gestion.
La RFAP se caractérise également par un positionnement thématique : chaque numéro comportant un dossier qui traite d’une problématique spécifique. Tous les numéros contiennent en outre des articles varia (sans rapport entre eux ni avec le thème du numéro). La revue contient systématiquement des chroniques qui établissent un panorama complet de l’actualité des administrations, tant au niveau national qu’européen, et celle des entreprises publiques. Finalement, la RFAP contient des « notes de lecture » qui sont des recensions critiques de publications récentes.
Les conditions pour y être publié sont celles d’une revue scientifique : un article soumis à la RFAP est évalué en double aveugle par au moins deux évaluateurs externes qui vont émettre un avis motivé. 
Les articles publiés par la RFAP sont écrits par des universitaires, mais également par des praticiens (notamment des hauts fonctionnaires) et s’adressent autant à un lectorat universitaire qu’administratif. La revue accorde en outre une place à l’approche comparatiste en analysant la situation dans des pays étrangers, en publiant notamment des auteurs étrangers ou basés à l’étranger.
Elle constitue notamment un support de travail pour les étudiants préparant les concours de la fonction publique.

## Diffusion
La revue est diffusée sous forme imprimée par La Documentation française et sous forme numérique par Cairn. Le site internet de la revue propose d’ailleurs tous les numéros depuis 2002. Les numéros publiés depuis plus de trois ans y sont téléchargeables librement et gratuitement.